# Richard Buchner
Richard Buchner (* 10. Februar 1955 in Schöffau (Rotthalmünster)) ist ein deutscher Physikochemiker und außerplanmäßiger Professor an der Universität Regensburg.

## Leben
Buchner studierte Chemie an der Universität Regensburg. Nach dem Diplom 1982 promovierte er 1986 zum Thema The Influence of Electrolytes and Non-polar Substances on the Dielectric Properties of Methanol and Water in the Gigahertz Range. Im gleichen Jahr wurde er zum akademischen Rat und 1997 zum akademischen Oberrat an der Universität Regensburg ernannt. Nach seiner Habilitation in physikalischer Chemie wurde ihm 1997 der Titel eines Privatdozenten verliehen. 2003 wurde er außerplanmäßiger Professor an der Universität Regensburg und 2007 erfolgte die Ernennung zum akademischen Direktor.
Buchner absolvierte zwei längere Auslandsaufenthalte, 1986/87 als NATO Research Fellow an der University of Durham in England und 1997/98 als Gastwissenschaftler an der Murdoch University in Australien.
Buchner ist Mitglied der Gesellschaft Deutscher Chemiker, der Deutschen Bunsen-Gesellschaft für Physikalische Chemie und der European Molecular Liquids Group, deren Vorsitz er von 2007 bis 2013 innehatte. Er war Mitglied im redaktionellen Beirat des Journal of Molecular Liquids, der Zeitschrift für Physikalische Chemie und des Journal of Chemical & Engineering Data.

## Forschung
Buchners Forschungstätigkeit umfasst unter anderem die Untersuchung der Molekül- und Ionendynamik in verschiedenen Arten von Lösungsmitteln und Elektrolyten, insbesondere Wasser, Ionenlösungen und ionische Flüssigkeiten. Zudem beschäftigt er sich mit der Erforschung von Mikroemulsionen und Osmolyten.
Die bei seinen Forschungen hauptsächlich benutzte experimentelle Messmethode ist die dielektrische Spektroskopie im Frequenzbereich oberhalb 10 MHz, ergänzt durch Messungen der elektrischen Leitfähigkeit und Viskosität.

## Veröffentlichungen
Richard Buchner hat bisher (Stand Juli 2024) mehr als 200 Artikel in verschiedenen referierten wissenschaftlichen Fachzeitschriften und Büchern veröffentlicht. Die meistzitierte Arbeit Buchners (521 Zitate) beschäftigt sich mit der dielektrischen Relaxation in Wasser. Sein h-Index ist 59 und seine Veröffentlichungen wurden mehr als 11000-mal zitiert.